# Équipe de Mauritanie des moins de 20 ans de football
 (mars 2024).
Si vous disposez d'ouvrages ou d'articles de référence ou si vous connaissez des sites web de qualité traitant du thème abordé ici, merci de compléter l'article en donnant les références utiles à sa vérifiabilité et en les liant à la section « Notes et références ».
Maillots
Actualités
L’équipe de Mauritanie des moins de vingt ans surnommée les Mourabitounes (en référence à l'ancienne dynastie Sanhajienne des Almoravides), est constituée en 1981 d'une sélection des meilleurs jeunes joueurs mauritaniens sous l'égide de la Fédération de Mauritanie de football.

## Histoire
L’équipe Mauritanienne des moins de vingt ans n’a jamais dépassé les phases de groupes dans une compétition continentale, elle a en revanche réalisé un parcours digne au  Championnat des moins de 20 ans de la zone A de l'Union des fédérations ouest-africaines de football 2022 en atteignant les demi-finales un record,

## Palmarès
- Championnat d'Afrique du Nord des nations de football des moins de 20 ans
  -  Finaliste en 2012 (invitée)
  -  Troisième en 2021 (invitée)

## Parcours en Coupe du monde des moins de 20 ans
L’équipe de la Mauritanie n’a jamais participé a une Coupe du monde de football des moins de 20 ans.

## Parcours en Coupe d'Afrique des nations des moins de 20 ans
- 1979 : Non participant
- 1981 : 1er tour
- 1983 : Non participant
- 1985 : Non participant
- 1987 : 1er tour
- 1989 : Retiré avant la qualification
- 1991 : 1er tour
- 1993 : tour préliminaire
- 1995 : Retiré avant la qualification
- 1997 : 1er tour
- 1999 : Retiré avant la qualification
- 2001 : Non participant
- 2003 : 1er tour
- 2005 : Non participant
- 2007 : tour préliminaire
- 2009 : 1er tour
- 2011 : Non participant
- 2013 : tour préliminaire
- 2015 : 1er tour
- 2017 : 2e tour
- 2019 : 3e tour
- 2021 : Phases de groupe
- 2023 : Demi-finale zones Ufoa A
- 2025 : Non participant